# Carthamus lanatus
Lo zafferanone selvatico  (nome scientifico  Carthamus lanatus  L., 1753) è una pianta erbacea, angiosperma dicotiledone, appartenente alla famiglia delle Asteraceae.

## Etimologia
Il nome del genere (Carthamus) deriva da un termine arabo: "quartom", "qurtum" o "qurtom" (= zafferano) e si riferisce al colore giallo dei fiori delle piante di questo genere e al concetto in generale di “tingere” derivato da alcune caratteristiche delle sue specie. L'epiteto specifico (lanatus) si riferisce all'habitus della pianta ricoperta da lunghi peli lanosi.

Il binomio scientifico della pianta di questa voce è stato proposto da Carl von Linné (1707 – 1778) biologo e scrittore svedese, considerato il padre della moderna classificazione scientifica degli organismi viventi, nella pubblicazione "Species Plantarum" del 1753.

## Descrizione

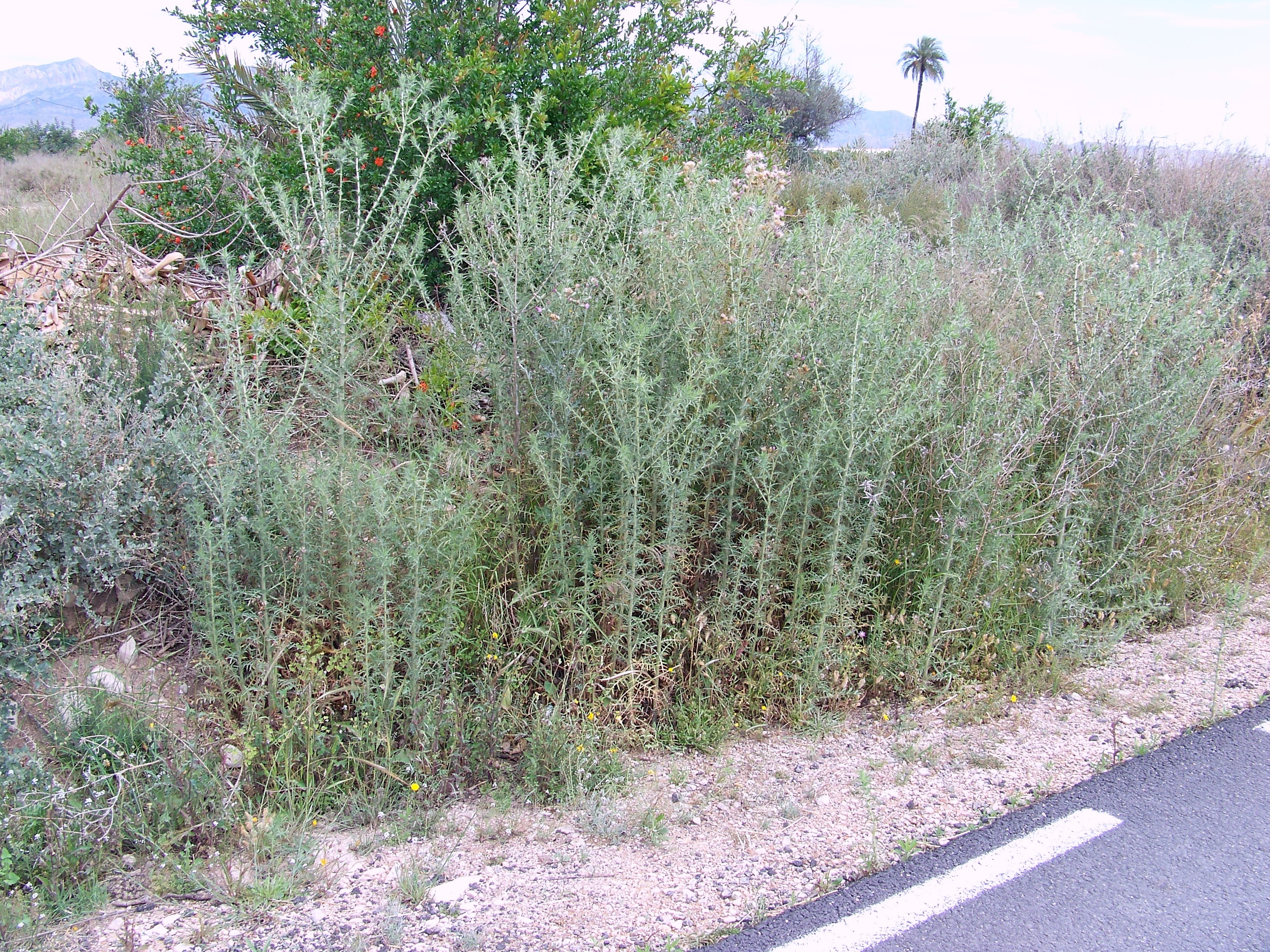
L’habitus

L'altezza di queste piante varia da 3 a 6 dm (massimo 18 dm). La forma biologica della specie è terofita scaposa ("T scap"); ossia sono piante erbacee che differiscono dalle altre forme biologiche poiché, essendo annuali, superano la stagione avversa sotto forma di seme, inoltre sono munite di asse fiorale eretto e spesso privo di foglie. Tutta la pianta ha un aspetto spinoso e ghiandoloso.

### Fusto
La parte aerea del fusto è eretta e ramosa; la superficie è ricoperta da un tomento pubescente-ragnateloso (alla fine è caduco).

### Foglie

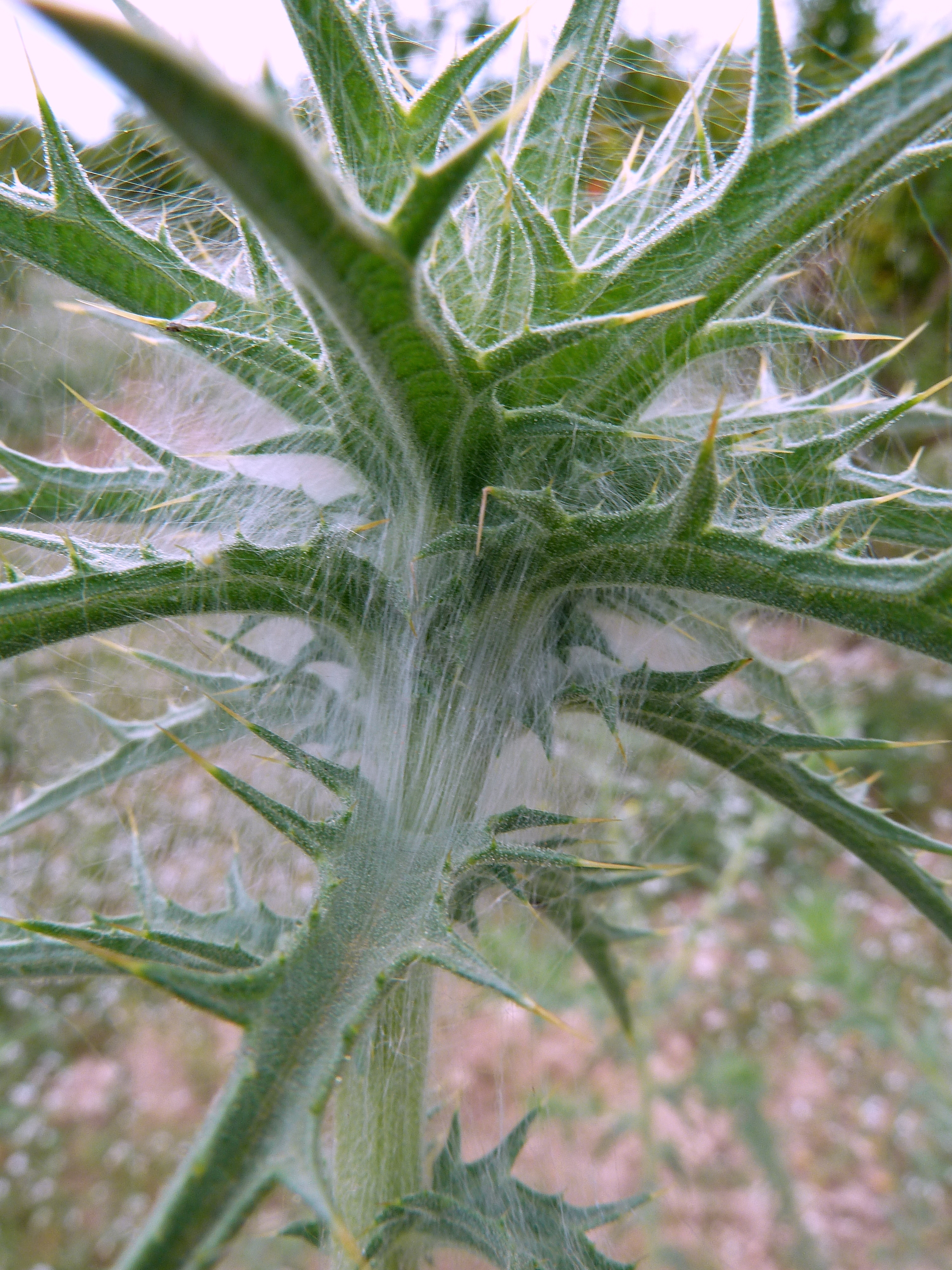
Le foglie e il fusto

Le foglie si dividono in basali, cauline e bratteali; la lamina delle foglie principali ha un contorno 1 – 2 pennato-partito con 3 – 4 paia di segmenti dotati di robuste spine di 7 – 10 mm; la superficie alla base è 3 - 7 venata;
- le foglie basali sono più o meno lirate e raccolte in rosette basali (spesso sono assenti all'antesi);
- le foglie cauline inferiori sono picciolate (il picciolo può essere alato) con contorno 1-2-pennatosetto;
- le foglie cauline superiori sono sessili, patenti e con un portamento più o meno arcuato; sono presenti 3 - 4 paia di segmenti per lato e delle robuste spine lunghe 7 – 10 mm;
- le foglie bratteali sono più piccole ma in genere superano i fiori e anch'esse spinose; progressivamente sono ridotte nelle squame dell'involucro;

Dimensioni delle foglie: larghezza 6 – 12 mm (minimo 3 mm; massimo 35); lunghezza 30 – 45 mm (minimo 20 mm; massimo 90 mm).

### Infiorescenza

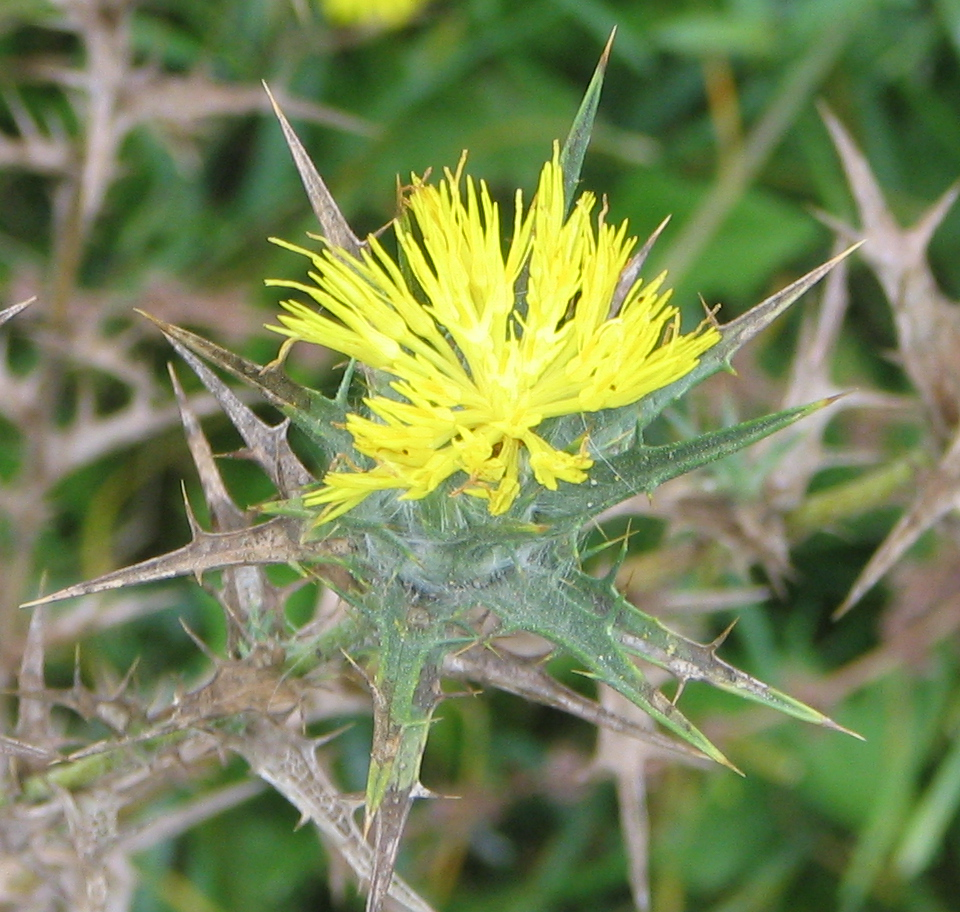
Infiorescenza

Le infiorescenze sono formate da capolini isolati e all'apice dei rami. I capolini sono formati da un involucro ovoidale composto da diverse brattee (o squame) spinose e intere disposte in modo embricato all'interno delle quali un ricettacolo setoloso fa da base ai fiori. Diametro dei capolini: 2 – 3 cm.

### Fiore
I fiori sono tutti del tipo tubuloso (il tipo ligulato, i fiori del raggio, presente nella maggioranza delle Asteraceae, qui è assente), sono tetra-ciclici (sono presenti 4 verticilli: calice – corolla – androceo – gineceo) e pentameri (ogni verticillo ha 5 elementi).
- Formula fiorale:

- /x K {\displaystyle \infty }, [C (5), A (5)], G 2 (infero), achenio

- Calice: i sepali del Calice sono ridotti ad una coroncina di squame.
- Corolla: la corolla è tubulosa con 5 lacinie terminali, è lunga 20 – 30 mm ed è colorata di giallo-chiaro (a volte sono presenti delle venature rosse o nere); la lacinie della corolla sono papillose.
- Androceo: gli stami sono 5 con filamenti liberi, mentre le antere sono saldate in un manicotto (o tubo) circondante lo stilo.
- Gineceo: gli stigmi dello stilo sono due divergenti; l'ovario è infero uniloculare formato da 2 carpelli.
- Fioritura: da giugno ad agosto.

### Frutti

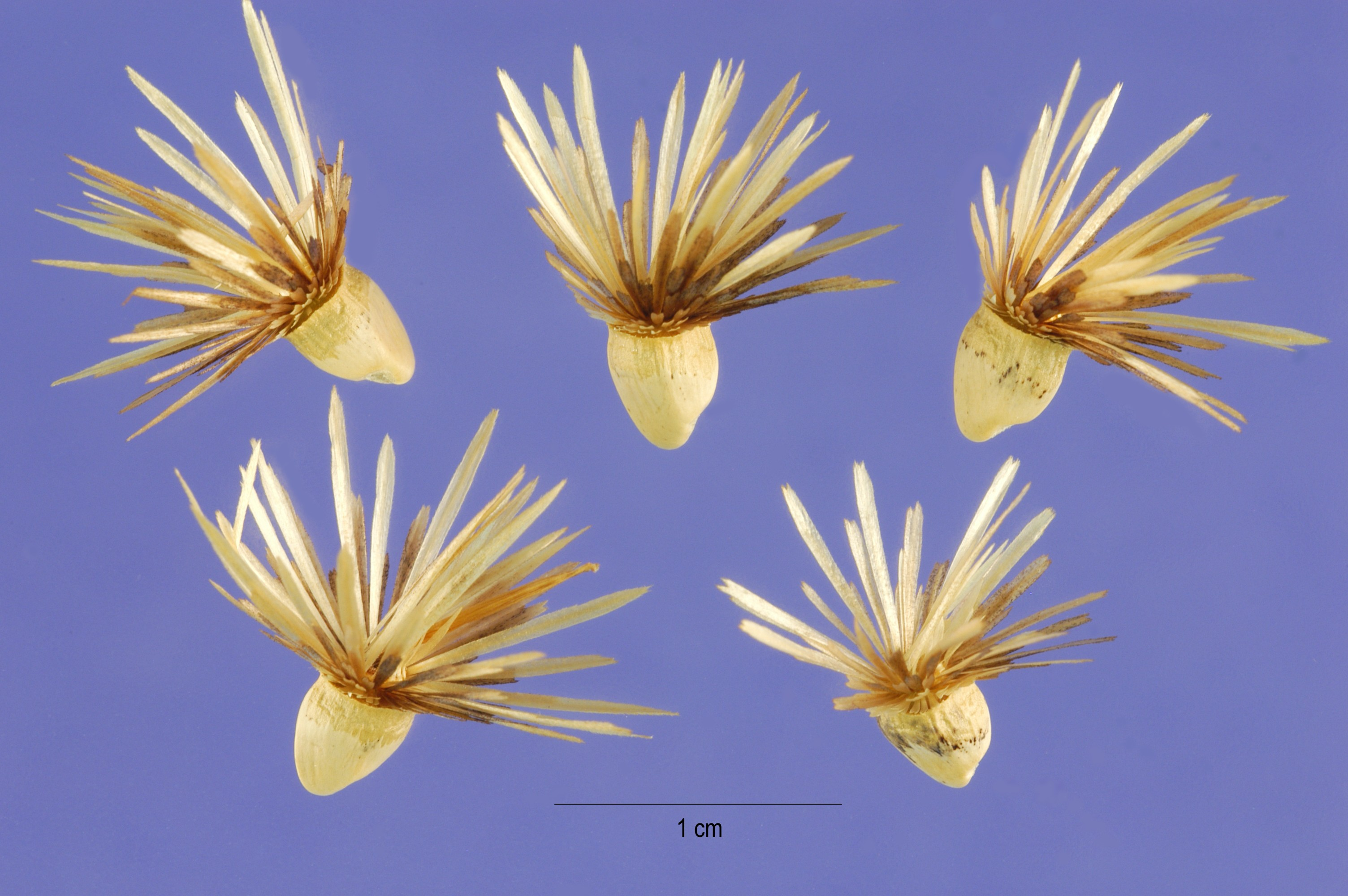
I frutti

I frutti sono degli acheni color marrone con pappo. La forma degli acheni è piramidale. Il pappo è assente nei fiori periferici, altrimenti è formato da squame lineari di vario tipo: quelle più esterne sono brevi; quelle medie possono essere lunghe il doppio dell'achenio; mentre quelle interne (o centrali) tornano ad essere brevi. Lunghezza dell'achenio: 4 – 6 mm. Lunghezza del pappo: 1 – 13 mm.

## Biologia
- Impollinazione: l'impollinazione avviene tramite insetti (impollinazione entomogama).
- Riproduzione: la fecondazione avviene fondamentalmente tramite l'impollinazione dei fiori (vedi sopra).
- Dispersione: i semi cadendo a terra (dopo essere stati trasportati per alcuni metri dal vento per merito del pappo – disseminazione anemocora) sono successivamente dispersi soprattutto da insetti tipo formiche (disseminazione mirmecoria).

## Distribuzione e habitat

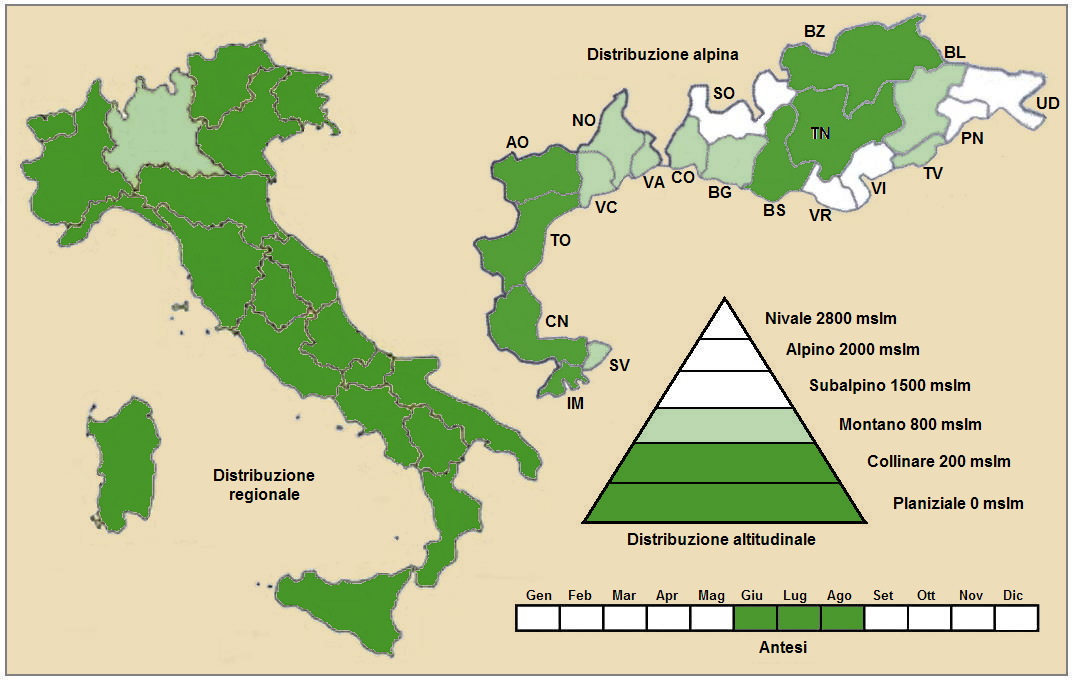
Distribuzione della pianta
(Distribuzione regionale – Distribuzione alpina)

- Geoelemento: il tipo corologico (area di origine) è "Euri - Mediterraneo".
- Distribuzione: in Italia questa pianta è comune su tutto il territorio. Fuori dall'Italia, ma sempre nelle Alpi, si trova in Francia (dipartimenti di Alpes-de-Haute-Provence, Hautes-Alpes, Alpes-Maritimes, Drôme e Isère) e in Svizzera (cantone Vallese). Sugli altri rilievi europei si trova nel Massiccio del Giura, Massiccio Centrale, Pirenei, Monti Balcani e Carpazi. Oltre all'Europa, questa specie è presente in Medio Oriente, Africa Settentrionale ed è naturalizzata in America del Nord e del Sud e in Australia.[19]
- Habitat: l'habitat preferito della specie sono gli incolti aridi, gli oliveti e le vigne; ma anche in ambienti ruderali, scarpate, garighe e macchie basse. Il substrato preferito è calcareo ma anche calcareo/siliceo con pH neutro, alti valori nutrizionali del terreno che deve essere arido.
- Distribuzione altitudinale: sui rilievi queste piante si possono trovare fino a 1.300 m s.l.m.; frequentano quindi i seguenti piani vegetazionali: collinare e in parte quello montano (oltre a quello planiziale – a livello del mare).

### Fitosociologia

#### Areale alpino
Dal punto di vista fitosociologico alpino Carthamus lanatus appartiene alla seguente comunità vegetale:
Formazione: delle comunità perenni nitrofile
Classe: Artemisietea vulgaris
Ordine: Onopordetalia acanthii

#### Areale italiano
Per l'areale completo italiano Carthamus lanatus appartiene alla seguente comunità vegetale:
Macrotipologia: vegetazione erbacea sinantropica, ruderale e megaforbieti
Classe: Artemisietea vulgaris Lohmeyer, Preising & Tüxen ex Von Rochow, 1951
Ordine: Carthametalia lanati Brullo in Brullo & Marcenò, 1985
Alleanza: Onopordion illyrici Oberdorfer, 1954
Descrizione. L'alleanza Onopordion illyrici è relativa alle comunità nitrofile di emicriptofite spinose, di grossa taglia dei piani bioclimatici temperati mediterranei. Questa alleanza colonizza gli incolti, i margini stradali e le zone di sosta degli animali di allevamento. La distribuzione è relativa ai territori tirrenici e del Mediterraneo orientale. Si trova in Italia centrale, meridionale e nelle Isole.
Specie presenti nell'associazione: Carduncellus coeruleus, Carduus macrophalus, Carthamus lanatus, Centaurea calcitrapa, Cirsium echinatus, Daucus maximus, Echinops strigosus, Eryngium campestre, Phlomis herba-venti, Nicotiana glauca, Notobasis syriaca, Scolymus hispanicus, Tirimnus leucographus, Atractylis gummifera, Cynara cardunculus, Onopordum illyricum e Scolymus grandiflorus.

## Tassonomia
La famiglia di appartenenza di questa voce (Asteraceae o Compositae, nomen conservandum) probabilmente originaria del Sud America, è la più numerosa del mondo vegetale, comprende oltre 23.000 specie distribuite su 1.535 generi, oppure 22.750 specie e 1.530 generi secondo altre fonti (una delle checklist più aggiornata elenca fino a 1.679 generi). La famiglia attualmente (2021) è divisa in 16 sottofamiglie.
La tribù Cardueae (della sottofamiglia Carduoideae) a sua volta è suddivisa in 12 sottotribù (la sottotribù Centaureinae è una di queste).
Il genere Carthamus contiene 45 specie, sette delle quali fanno parte della flora spontanea italiana.

### Filogenesi
La classificazione della sottotribù Centaureinae rimane ancora problematica e piena di incertezze. Il genere di questa voce è inserito nel gruppo tassonomico informale "Carthamus Group". La posizione filogenetica di questo gruppo nell'ambito della sottotribù è vicina al "core" della sottotribù e dagli ultimi studi risulta essere più o meno il "gruppo fratello" del genere Centaurea (Centaurea Group).
Il genere Carthamus, con 45 specie, è a capo del gruppo "Carthamus Goup" Lopez Gonzalez, 1990 Questo gruppo è caratterizzato da un habitus erbaceo (raramente arbustivo) con cicli biologici annuali o perenni; la maggior parte delle specie sono ricoperte di spine; le foglie hanno una lamina a contorno pennato (raramente sono intere); i capolini sono omogami; gli acheni hanno delle forme compresse con superficie molto dura è spesso glabra; qualche volta gli acheni sono dimorfi; il pappo è doppio, persistente e qualche volta connato in un anello basale.
La specie  Carthamus lanatus  è a capo del gruppo "Carthamus lanatus aggr. " comprendente oltre alla specie di questa voce anche le seguenti due specie:
- Carthamus creticus L. - Distribuzione: areale mediterraneo
- Carthamus turkestanicus  Popov - Distribuzione: Armenia

Questo gruppo è individuato dai seguenti caratteri:
- le piante hanno un portamento erbaceo annuo con fusti eretti, ramosi e superficie tomentoso-ragnatelosa;
- le foglie inferiori in genere formano una rosetta basale; quelle cauline sono pennatosette e spinose;
- i fiori sono colorati di giallo;
- gli acheni hanno un pappo lungo al massimo come l'achenio.

Il numero cromosomico di  Carthamus lanatus  è: 2n = 22 e 44.

Il basionimo per questa specie è: Onobroma lanata (L.) Hornem., 1815.

### Sottospecie
Per questa specie sono indicate le seguenti sottospecie:
- Carthamus lanatus subsp. montanus (Pomel) Jahand. & Maire, 1934 - Distribuzione: Magreb
- Carthamus lanatus subsp. turkestanicus (Popov) Hanelt, 1963 - Distribuzione: Caucaso e oltre verso est (fino ai confini con l'India).

### Sinonimi e nomi obsoleti

#### Sinonimi
Questa entità ha avuto nel tempo diverse nomenclature. L'elenco seguente indica alcuni tra i sinonimi più frequenti:
- Anactis pilosa  Raf.
- Atractylis fusus-agrestis  Gaertn
- Atractylis lanata  Scop
- Atractylis leucocephala  Moench
- Atractylis lutea  Bubani
- Atractylis pilosa  Moench
- Calcitrapa lanuginosa  Steud.
- Carduncellus lanatus Moris.
- Carduus attractylis Garsault
- Carthamus albus  Desf.
- Carthamus elatus  (Gasp.) Nyman
- Carthamus exsuccus Chaix
- Carthamus lanatus subsp. trachycarpus (Coss. & Durieu) Sostak. (sinonimo della sottospecie montanus)
- Carthamus lanatus var. abyssinicus (A.Rich.) Sch.Bip. ex Schweinf. (sinonimo della sottospecie lanatus)
- Carthamus lanatus var. algeriensis  Batt.
- Carthamus lanatus var. divaricatus  (Bég. & Vacc.) Pamp.
- Carthamus lanatus var. elegans  Ball (sinonimo della sottospecie montanus)
- Carthamus lanatus var. lanatus
- Carthamus lanatus var. longifolius  Pamp. (sinonimo della sottospecie lanatus)
- Carthamus macedonicus  Herzog
- Carthamus tauricus  M.Bieb.
- Carthamus turbinatus  Nyman
- Centaurea lanata  (L.) Lam. & DC.
- Kentrophyllum elatum  Gasp.
- Kentrophyllum lanatum (L.) DC.
- Kentrophyllum lanatum (L.) DC. subsp. lanatum
- Kentrophyllum lanatum (L.) DC. var. abyssinicum  A.Rich.
- Kentrophyllum lanatum (L.) DC. var. lanatum
- Kentrophyllum tauricum  (M.Bieb.) C.A.Mey.
- Kentrophyllum turbintum Gasparr.

#### Nomi obsoleti
L'elenco seguente indica alcuni nomi della specie di questa voce non ritenuti più validi (tra parentesi il taxon a cui si riferisce eventualmente il nome obsoleto):
- Carthamus lanatus subsp. baeticus (Boiss. & Reut.) Nyman (sinonimo di Carthamus creticus L.)
- Carthamus lanatus subsp. creticus  (L.) Holmboe	 (sinonimo di Carthamus creticus L.)
- Carthamus lanatus subsp. turkestanicus  (Popov) Hanelt (sinonimo di Carthamus turkestanicus Popov)
- Carthamus lanatus var. creticus  (L.) Halácsy (sinonimo di Carthamus creticus L.)
- Carthamus lanatus var. gracilis  Schweinf. (sinonimo di Carthamus nitidus Boiss.)

## Usi

### Farmacia
Secondo la medicina popolare questa pianta ha le seguenti proprietà medicamentose:
- antielmintica (elimina svariati tipi di vermi o elminti parassiti);
- diaforetica (agevola la traspirazione cutanea);
- febbrifuga (abbassa la temperatura corporea).

## Invasività
Negli Stati Uniti è una pianta naturalizzata (dall'area mediterranea) ed è considerata infestante in quanto nociva per il bestiame (ferisce la bocca e gli occhi). Può formare delle vaste zone impenetrabili e tende a diffondersi rapidamente in quanto il bestiame la evita a favore di altre specie più appetibili. Anche in Australia è considerata nociva.

## Altre notizie
Il cartamo lanato in altre lingue è chiamato nei seguenti modi:
- (DE)  Wolliger Saflor
- (FR)  Carthame laineux
- (EN)  Downy Safflower